# Virusne hemoragijske groznice
Virusne hemoragijske groznice (VHG) svrstavaju se u grupa bolesti čiji uzročnici su RNK virusi sa omotačem, koji pripadaju familijama Filo, Arena, F1avi i Bunya virusa.. Generalno, termin „virusna hemoragijska groznica” se koristi da bi opisao ozbiljan multisistemski sindrom (sa brojnim promenama u više organa u složenom organskom sistemu u telu bolesnika).
Karakteristično, ukupni vaskularni sistem je oštećen, a sposobnost tela da se reguliše je oštećena. Ovi simptomi su često praćeni krvarenjem (krvarenje); Međutim, krvarenje je retko opasno po život. Iako neke vrste hemoragične groznice mogu uzrokovati relativno blagi bolesti, mnogi od ovih virusa uzrokuju ozbiljnu, životno opasnu bolest.
Svi oblici hemoragijskih groznica, po čemu su i dobili naziv, uzrokuju povišenu telesnu temperaturu i poremećaje u celokupnom vaskularnom sistemu sa pratećim krvarenjem (koje je je retko opasno po život), što sve rezultuje simptomima izražene groznice i šoka. Delujući na sistem za zgrušavanje krvi, ovi virusi izazivaju vaskularne lezije i time pokreću imunološke procese, koji posledično razvijaju krvarenje prvo iz nosa i desni a potom i iz drugih mesta u telu.
Hemoragijske groznice spadaju u retka oboljenja. Iako neke vrste hemoragijskih groznica mogu uzrokovati relativno blaži oblik bolesti, mnogi od ovih virusa uzrokuju ozbiljnu, po život opasnu bolest, čija smrtnost može biti i do 90%.
Zbog sve veće opasnosti od bioterorizma, ovi veoma zarazni i potencijalno smrtonosni virusi su sve veći problem u svetu.

## MKB10 (A90-A99) Virusne groznice prenesene zglavkarima i hemoragijske groznice
Prema Međunarodnoj klasifikaciji bolesti virusne hemoragijske groznice razvrstavaju se na sledeći način:
- A90 — Denga(groznica) (klasična denga)
- A91 — Denga hemoragijska groznica
- A92 — Ostale virusne groznice koje prenose komarci
- A93 — Druge arbovirusne groznice, nesvrstane na drugom mestu
- A94 — Nespecifične arbovirusne groznice
- A95 — Žuta groznica
- A96 — Hemoragijska groznica uzrokovana arenavirusima
- A97 — —
- A98 — Druge virusne hemoragijske groznice, nesvrstane na drugom mestu
- A99 — Nespecifične virusne hemoragijske groznice

## Epidemiologija

### Učestalost na globalnom nivou
Arenaviridae, uključujući Guanarito (Venecuelanski HF), Junin (Argentinski HF), Machupo (Bolivijski HF), Sabia (Brazilski HF) i Lassa virusi, nalaze se širom Južne Amerike, posebno u argentinskim pampama, Boliviji, Venecueli i ruralnom Brazilu blizu Sao Paula. Virus Chapare je nedavno identifikovan u Boliviji. Nedavno je identifikovan novi arenavirus kod 5 pacijenata u južnoj Africi. Arenaviridae se takođe nalaze u zapadnoj Africi (npr Lassa u Nigeriji, Sijera Leone, Gvineja, Liberija i Mali).
Hronična infekcija malih glodara na glavi čini seoskim stanovništvom i farmerima najčešće zaraženim, sa jakom sezonskom dominacijom za pad. U Argentini, poljoprivrednici su nesrazmerno zaraženi. U Boliviji, glodari mogu napasti gradove i izazvati epidemije.
U zapadnoj Africi, Lasa groznica se širi na ljude kada su zaraženi glodari onemogućeni da se hrane, kao i izloženosti od osobe do osobe. Trenutno, infekcija Lasa groznice se javljaju u zapadnoj Africi.
Bunyaviridae izazivači Krimske Kongo hemoragijske groznica (skraćeno CCHF), groznica doline Rift (skraćeno RVF) se javljaju širom Afrike, na Bliskom istoku, na Balkanu, južnoj Rusiji i zapadnoj Kini. CCHF ima najširu geografsku distribuciju infekcija i sve više se javlja u Evropi, i Turskoj.

### Mortalitet/Morbiditet
- Ebola i Marburg groznica se smatraju najtežim virusnim hemoragičnim bolestima, sa stopom mortaliteta od 25-100%. Stopa infekcije je visoka, naročito za podtip Zair virusa Ebole. Tokom trudnoće, infekcija Ebole je bila u načelu fatalna.
- Južnoamerički hanta virus ima koeficijent infekcije više od 50% kod onih koji su izloženi infekciji. Stopa smrtnosti je 15-30%.
- Lasa groznica je blaža infekcija, sa stopom smrtnosti od 2-15%, i verovatno je mnogo češća nego što je prepoznata.
- Oko 1% osoba izloženih virusu, izazivaču groznica doline Rift, se inficira, ali stopa smrtnosti zaraženih osoba iznosi 50%.
- Krimska kongo hemoragijska groznica ima stopu infekcije od 20-100% i stopu smrtnosti od 15-30%.

### Rasne razlike
Nijedna rasa nije u većem riziku od virusnih hemoragijskih groznica.

### Polne razlike
Nisu utvrđene poznata polne razlike, osim ako to ne diktira profesionalna izloženost.

### Starosne razlike
Osobe svih uzrasta podjednako su izložene bolestima, iako je osjetljivost u endemskim regionima često najviša kod male dece.

## Spisak epidemija virusnih hemoragijskih groznica od 16. do 21. veka
| Broj umrlih (procena)           | Lokacija                                   | Godina        | Komentar                                | Bolest         | Izvori               |
| ------------------------------- | ------------------------------------------ | ------------- | --------------------------------------- | -------------- | -------------------- |
| 5-15 милиона (80% становништва) | Meksiko                                    | 1545-1548     |                                         | Mišja groznica | [ 15 ] [ 16 ] [ 17 ] |
|                                 | Južna Amerika                              | 1648          |                                         | Žuta groznica  |                      |
|                                 | Trinaest kolonija                          | 1690          | Njujork                                 | Žuta groznica  |                      |
|                                 | Španija                                    | 1730          | Kadiz                                   | Žuta groznica  |                      |
|                                 | Španija                                    | 1778          | Kadiz                                   | Denga          |                      |
|                                 | SAD                                        | 1793–1798     |                                         | Žuta groznica  |                      |
|                                 | Španija                                    | 1800–1803     |                                         | Žuta groznica  | [ 18 ]               |
|                                 | SAD                                        | 1803          | Njujork                                 | Žuta groznica  |                      |
|                                 | SAD                                        | 1820–1823     |                                         | Žuta groznica  |                      |
|                                 | Španija                                    | 1821          | Barselona                               | Žuta groznica  | [ 19 ]               |
|                                 | SAD                                        | 1841          |                                         | Žuta groznica  |                      |
|                                 | SAD                                        | 1847          | Nju Orleans                             | Žuta groznica  |                      |
|                                 | SAD                                        | 1850          |                                         | Žuta groznica  |                      |
|                                 | SAD                                        | 1852          | Nju Orleans                             | Žuta groznica  |                      |
|                                 | SAD                                        | 1855          |                                         | Žuta groznica  |                      |
|                                 | Portugalija                                | 1857          | Lisabon                                 | Žuta groznica  |                      |
|                                 | Argentina                                  | 1852–1871     | Buenos Ajres                            | Žuta groznica  | [ 20 ]               |
|                                 | Srednja Amerika                            | 2000          |                                         | Denga          | [ 21 ]               |
|                                 | Indonezija                                 | 2004          |                                         | Denga          |                      |
|                                 | Sudan                                      | 2004          |                                         | Ebola          |                      |
|                                 | Mali                                       | 2005          |                                         | Žuta groznica  | [ 22 ]               |
| 19                              | Singapur                                   | 2005          |                                         | Denga          |                      |
| 50+                             | Indija                                     | 2006          |                                         | Denga          | [ 23 ]               |
| 50+                             | Pakistan                                   | 2006          |                                         | Denga          |                      |
|                                 | Filipini                                   | 2006          |                                         | Denga          |                      |
|                                 | Kongo                                      | 2007          |                                         | Ebola          | [ 24 ]               |
|                                 | Portoriko, Dominikanska Republika, Meksiko | 2007          |                                         | Denga          | [ 25 ]               |
|                                 | Uganda                                     | 2007          |                                         | Ebola          |                      |
|                                 | Brazil                                     | 2008          |                                         | Denga          |                      |
|                                 | Kambodža                                   | 2008          |                                         | Denga          | [ 26 ]               |
|                                 | Filipini                                   | 2008          |                                         | Denga          | [ 27 ]               |
| 18                              | Bolivija                                   | 2009          |                                         | Denga          |                      |
|                                 | Australija                                 | 2009          |                                         | Denga          | [ 28 ]               |
| 350+                            | Pakistan                                   | Početak 2011. |                                         | Denga          |                      |
| 847 (10. јануар 2013)           | Sudan                                      | 2012.         |                                         | Žuta groznica  | [ 29 ]               |
| 11.300                          | Zapadna Afrika                             | 2013–2016     | Epidemija ebole u Zapadnoj Africi 2014. | Ebola          | [ 30 ]               |
| Stotinu (od 1. aprila 2016)     | Afrika                                     | Početak 2016. |                                         | Žuta groznica  | [ 31 ]               |

## Etiologija

### Rezervoari virusa
Virusne hemoragijske groznice su primarno infekcije divljih životinja (lisica, vuk, majmuna), komaraca i krpelja, glodara, slepih miševa, mišolikih glodara (zec, jež, šumski miš), ređe domaćih životinja (goveda, koze, ovce).
Svaki od navedenih domaćina obično živi u određenom geografskom području, tako da se svaka pojedina bolest obično javlja samo u onim područjima u kojim žive domaćini virusa.

### Putevi prenošenja virusa
Virusi, koji uzrokuju virusne hemoragijske groznice, prenose se u zavisnosti od njihove  vrste:
- direktnim fizičkim kontaktom sa krvlju, mokraćom,  fecesom zaraženih glodara kroz oštećenu kožu (posekotine i rane), udisanjem infektivnih čestica, konzumiranjem hrane koja je kontaminirana sekretima glodara
- tkivima, krvlju ili sekretima inficiranih  životinja, krpelja ili komaraca,
- sa čoveka na čoveka kontaktom sa zaraženom krvlju, tkivima, sekretima i izlučevinama, ali ne uobičajenim kontaktom koža na kožu
- nozokomijalnim aerosolima i/ili respiratornim prenošenje (visoko sumnjivo za Marburg, Ebola, Lasa i KKHG)
- medicinskom opremom i kontaminiranim predmetima iz okoline obolelog,
- preko ubodne rane u toku intervencije sa potencijalom za širenje u bolničkoj sredini, praćeno visokom smrtnošću.

Etiologija i primarni način prenošenja
| Bolest                              | Način prenošenja | Familija virusa | Rod virusa |
| ----------------------------------- | ---------------- | --------------- | ---------- |
| Denga                               | Komarci          | Togaviridae     | Flavivirus |
| Groznica doline Rift                | Komarci          | Bunyaviridae    | Flavivirus |
| Žuta groznica                       | Komarci          | Togaviridae     | Flavivirus |
| Krimska Kongo hemoragijska groznica | Krpelji          | Bunyaviridae    | Flavivirus |
| Kjasanurska šumska bolest           | Krpelji          | Togaviridae     | Flavivirus |
| Omska hemoragijska groznica         | Krpelji          | Togaviridae     | Flavivirus |
| Hemoragijska groznica Junin         | Glodari          | Arenaviridae    | Arenavirus |
| Hemoragijska groznica Machupo       | Glodari          | Arenaviridae    | Arenavirus |
| Mišja groznica                      | Glodari          | Bunyaviridae    | Flebovirus |
| Lasa groznica                       | Glodari          | Arenaviridae    | Arenavirus |
| Marburg hemoragijska groznica       | Nepoznato        | Filoviridae     | Flavivirus |
| Ebola                               | Nepoznato        | Filoviridae     | Flavivirus |

### Rasprostranjenost
VHG su prirodne žarišne infekcije sa endemično—mozaičnom rasprostranjenošću u sledećim područjima sveta:
- Zapadna Afrika,
- Istočna Evropa (posebno u zemljama bivšeg SSSR-a),
- Mediteranske zemlje,
- Severozapadna Kina i delovi Azije,
- Južna Evropa,
- Bliski Istok,
- Centralna i Južna Amerika (delovi),
- Severoistočna Australija

U ovim oblasti VHG se uglavnom javlja sporadično. Kao povremena pojava u vidu manjih ili većih epidemija (osim kod obolelih koji žive u regionima gde ima rezervoara virusnih hemoragijskih groznica), VHG se javlja među putnicima koji su boravili u endemskim područjima — importovane infekcije.
VHG je endemična u delovima zapadne Afrike (Nigerija, Liberija, Sijera Leone i Gvineja) u kojoj godišnje oboli 300.000 do 500.000 ljudi, a umre oko 5.000.

## Patogeneza
Za jednu grupu ovih bolesti nije jasno da li imunski odgovor poboljšava ili pogoršava tok bolesti (npr denga), dok je kod drugih imunska reaktivnost udružena sa težinom bolesti i doprinosi letalnom ishodu (npr Ebola).. Nije poznato kako se Hantavirusi u glodarima održavaju i izmiču kontroli imunskog sistema i pored postojanja imuniteta.
Jedna od mogućnosti je da se tokom infekcije mutacijom stvaraju nove varijante virusa, što im omogućava da se neprekidno šire. Filogenija Puumala (Hantan) virusa je zvezdolika, što ukazuje na razdvajanje genskih linija i stvaranje novih varijanti virusa. Za razliku od glodara oboleli u humanoj populaciji eliminišu Hantavirus, a titar antitela nekoliko nedelja posle bolesti, postepeno opada. 
Patogeneza sindroma virusnih hemoragijskih groznica je složena. Virusi i njihovi antigeni, nadeni u ćelijama više organa, dovode do oštećenja ćelija i tkiva. Pored toga, više činilaca domaćina je aktivno uključeno u nastanak bolesti. Medu njima su posebno značajne endotelne ćelije za koje se
smatra da započinju, a mononuklearne ćelije da direktnim delovanjem ili preko medijatora (citokina) dovršavaju proces patogeneze. Kao posledica ove interakcije nastaje disfunkcija endotelnih ćelija u održavanju barijere između vaskularnog i intersticijalnog prostora.
Patohistološki nalaz
Patološke promene se ispoljavaju u više organa, a najčešće u nervnom sistemu, plućima, koštanoj srži, jetri, bubrezima i koži.

### Faktori koji učestvuju u patogenezi hemoragijskih groznica
Brojni su faktori koji uticu na ishod infekeije izazvane virusima hemoragijskih groznica, i svi oni su uslovljeni:
- virulentnošću virusa,[36][37][38]
- infektivnom dozom,
- osobenostima domaćina.[39][40][41]

Bolje poznavanje patogenetskih činilaca sindroma virusnih hemoragijskih groznica može doprineti poboljšanju lečenja obolelih.

#### Ciljni organ u patogenezi hemoragijskih groznica
Ciljni organ u patogenezi hemoragijskih groznica su najsitniji krvni sudovi. Shodno tome dominantna klinićka slika je posledica promena u njihovom permeabilitetu (propustljivosti) i disfunkciji endotelnih ćelija.
Bubrežna insuficijencija i disfunkcija drugih organa u toku hemoragijske groznice je proporcionalna vaskularnom oštećenju.

## Kliničke karakteristike hemoragijskih groznica
Period inkubacije
Period inkubacije traje od 3 do 25 dana.
Infektivni sindrom
Početak virusnih hemoragijskih groznica najčešće je povezan sa infektivnim sindromom, koji se karakteriše:
- povišenom telesnom temperaturom,
- osećajem zime i bolovima u mišićima.
- povraćanjem i kašljem.

Hemoragijski sindrom
Ovaj sindrom ispoljava se ređe, u vidu sledećih znakova i simptoma:
- petehije, ekhimoze, krvarenja na mestu uboda, krvarenja iz nosa, desni, hemoragični konjunktivitis, hematemeza, melena, hematurija
- dehidratacija, uremija, acidoza,
- oštećenje jetre, CNS i vegetativnog nervnog sistema
- razvoj stanja šoka i smrtni ishod

Neki znaci bolesti se ispoljavaju ređe, kao što su žutica i insuficijencija jetre, što se viđa kod bolesnika sa groznicom doline Rift, Krimskom-Kongo, Marburg i Ebola hemoragijskom groznicom. Pored zahvaćenosti navedenih organa, kod ovih bolesnika se može ispoljiti i pankreatitis. Kod bolesnika sa pankreatitisom često se javlja edem pluća i rabdomioliza, što doprinosi povećanju morbiditeta i letaliteta.

## Dijagnoza
Kliničkim pregledom se, sa različitom učestalošću i stepenom ispoljavanja, mogu utvrditi: 
- hiperemija konjuktiva,
- blaga hipotenzija,
- crvenilo lica i grudnog koša i
- petehijalna krvarenja u koži.

Teške kliničke forme se ispoljavaju kliničkom slikom šoka i generalizovanog krvarenja, pre svega iz sluzokoža.
Učestalost respiratornih simptoma kod bolesnika sa hemoragijskom groznicom sa bubrežnim sindromom (skraćeno HGBS) je češća nego što se u praksi registruje.
Širok spektar kliničkih ispoljavanja ukazuje na sistemski karakter virusnih hemoragijskih groznica.

## Terapija
Terapija VHG pacijenata može zahtevati intenzivnu podršku. Antivirusna terapija intravenskim ribavirinom može biti korisna kod infekcija Buniaviridae i Arenaviridae (posebno Lassa groznice, RVF, CCHF i HFRS zbog infekcije hantavirusom starog sveta) i može se koristiti samo pod eksperimentalnim protokolom kako je odobrila Uprava za hranu i lekove SAD (FDA).
Interferon može biti efikasan kod argentinskih ili bolivijskih hemoragijskih groznica.

## Prevencija

### Protivepidemijske mere kod  VHG sa interhumanim prenosom
Kod groznica Lasa, Ebola, Marburg, Kongo-krimska HG, Junin i Mačupo HG u sklopu proptivepidemijskih mera treba sprovesti: 
- doslednu i pravilnu primenu mera predostrožnosti (standardne, kontaktne i kapljične)
- stroga izolacija obolelih i sumnjivih na oboljenje
- upotrebu specijalne zaštitne odeća za jednokratnu upotrebu
- pravilno postupanje zdravstvenih radnika i bolničkog osoblja
- primeniti propisane procedure u postupanju sa kontaminiranim materijalom i laboratorijskim uzorcima

### Protivepidemijske mere kod VHG koje prenose komarci  i krpelji
Kod groznica denge, Žuta groznica, Rift-Valley, Kongo-Krimska HG u sklopu proptivepidemijskih mera treba sprovesti:
- u fazi viremije mere za sprečavanja uboda komaraca i krpelja
- mera karantina za osobe iz kontakta sa obolelom osobom ili sumnjom da je bila u kontaktu sa obolelom osobom
- pojačan epidemiološki nadzor u žarištu
- stalni epidemiološki nadzor u endemskom području (rano otkrivanje i pravilan postupak u slučaju sumnje i/ili pojave oboljenja, brzo obaveštavanje)

## Spoljašnje veze
- Infection Control for Viral Haemorrhagic Fevers in the African Health Care Setting (језик: енглески)

|  | Molimo Vas, obratite pažnju na važno upozorenje u vezi sa temama iz oblasti medicine (zdravlja). |